# Non so, non ho visto, se c'ero dormivo
Non so, non ho visto, se c'ero dormivo è un'opera teatrale di Luigi Lunari del 1967.

## Trama
Diviso in due tempi, lo spettacolo è dedicato nella prima parte a una rivisitazione della Liberazione e della Resistenza che posero fine - in Italia - alla seconda guerra mondiale. La seconda parte - vent'anni dopo - illustra come si sono realizzati o non realizzati gli ideali e le speranze della nuova Repubblica. Gli sketch di cui il testo si compone vedono - nel primo tempo - l'arrivo dei liberatori inglesi, francesi e americani; i benpensanti milanesi rifugiati in Svizzera in attesa della piega che prenderanno le cose; la fine della guerra guerreggiata in Africa; la guerra partigiana; la Repubblica letteralmente "partorita" tra i compromessi di una prudente Costituzione; l'attentato a Togliatti con l'improvviso pericolo di una rivoluzione; l'acquietarsi del pericolo con la "provvidenziale" vittoria di Bartali al Tour de France. Nel secondo tempo, il quadro di una società tornata alla normalità e ai vizi di sempre, dove alle celebrazioni della Liberazione si contrappongono la diffidenza per la nascente partitocrazia, e il sano ritrovarsi del popolo attorno a un tavolo d'osteria, mentre il vento porta l'eco degli slogan di un lontano comizio celebrativo.

## Edizioni
- In "Non so, non ho visto, se c'ero dormivo" - "Non spingete, scappiamo anche noi", Ed. Booktime, Milano 2014, con antologia critica.

## Accoglienza della stampa e della critica
(Odoardo Bertani, "L'avvenire d'Italia", Bologna, 7 ottobre 1967)
(Terron, "La Notte" Milano, 1 dicembre 1967)
(Antonio Bozzo, "Il corriere della sera", Milano 6 aprile 2014)

## Colonna sonora
La canzone Non maledire questo nostro tempo oltre che da Lino Patruno per lo spettacolo, è stata musicata anche da Gino Negri con il titolo 25 Aprile 1945 per l'interpretazione di Milva, nel disco Libertà.